# Non Stop
Non Stop — українська торговельна марка безалкогольного газованого енергетичного напою.

## Історія
Напій виведено на український ринок 2005 року групою компаній Нові продукти. 2011 році напій почали випускати в ПЕТ-пляшці ємністю 0,75 л. Того ж року на ринок було виведено енергетик NonStop Shot, що виготовляється в Україні.

## Про напій
Non Stop випускається в алюмінієвій банці ємністю 0,25 та 0,5 л, а також ПЕТ-пляшці ємністю 0,75 л і в упаковці «shot» 0,06 л. На банці зображено дорожній знак «Зупинка заборонена», що і є символом торговельної марки.

## Лінійка енергетиків

### Non Stop Original
Смак напоїв кислуватий, нагадує смак домашнього яблучного варення.
|            | 250 мл   | 500 мл   |
| ---------- | -------- | -------- |
| Вітамін В5 | 5,065 мг | 10,13 мг |
| Вітамін В6 | 1,170 мг | 2,34 мг  |
| Вітамін В9 | 0,135 мг | 0,27 мг  |
| Вітамін РР | 7,920 мг | 15,84 мг |
| Вітамін С  | 31,20 мг | 62,4 мг  |
| Таурін     | 1000 мг  | 2000 мг  |
| Кофеїн     | 85 мг    | 170,0 мг |

### Non Stop Женьшень
Напій кислуватий, має яблучний присмак.
|                               | 250 мл   | 500 мл   |
| ----------------------------- | -------- | -------- |
| Вітамін В5                    | 5,065 мг | 10,13 мг |
| Вітамін В6                    | 1,170 мг | 2,34 мг  |
| Вітамін В9                    | 0,135 мг | 0,27 мг  |
| Вітамін РР                    | 7,920 мг | 15,84 мг |
| Вітамін С                     | 31,20 мг | 62,4 мг  |
| Таурін                        | 1000 мг  | 2000 мг  |
| Кофеїн (в тому числі гуарана) | 85 мг    | 170,0 мг |

## Рекомендації щодо вживання
Рекомендована виробником максимальна добова норма вживання напою:
- ємністю 0,25 л — 250 мл,
- ємністю 0,5 л — 500 мл, Це пояснюється різним вмістом сумарної дози кофеїну залежно від місткості банки напою.

## Протипоказання, застереження
Напій містить кофеїн, тож його не рекомендується вживати дітям до 18 років, вагітним жінкам, матерям, що годують, людям із серцево-судинними захворюваннями й чутливою реакцією організму на окремі компоненти напою.
Лікарі попереджають, що вживання енергетичних напоїв може викликати проблеми із серцево-судинною системою, зниженням потенції, безсонням, стомленням, швидким виснаженням ресурсів організму. Систематичне вживання енергетичних напоїв може викликати залежність, в такому разі без них людина через деякий час досягає фази виснаження, стає млявою, слабкою і шукає засіб для зняття такого стану.

## Цікаві факти
- У комп'ютерній грі STALKER герої п'ють Non stop.